# Petaling Jaya
|                       | Jan   | Feb   | Mär   | Apr   | Mai   | Jun   | Jul   | Aug   | Sep   | Okt   | Nov   | Dez   |   |         |
| Mittl. Tagesmax. (°C) | 32,5  | 33,3  | 33,5  | 33,5  | 33,4  | 33,1  | 32,6  | 32,7  | 32,5  | 32,5  | 32,1  | 31,9  | ⌀ | 32,8    |
| Mittl. Tagesmin. (°C) | 23,1  | 23,5  | 23,8  | 24,2  | 24,4  | 24,2  | 23,7  | 23,7  | 23,7  | 23,7  | 23,6  | 23,4  | ⌀ | 23,7    |
|                       |       |       |       |       |       |       |       |       |       |       |       |       |   |         |
| Niederschlag (mm)     | 189,8 | 210,1 | 273,5 | 298,9 | 243,1 | 128,7 | 141,1 | 168,9 | 198,1 | 280,1 | 330,3 | 261,2 | Σ | 2.723,8 |
|                       |       |       |       |       |       |       |       |       |       |       |       |       |   |         |
| Regentage (d)         | 11    | 12    | 16    | 16    | 14    | 9     | 10    | 11    | 13    | 17    | 18    | 15    | Σ | 162     |

| 23,1 |

| 23,5 |

| 23,8 |

| 24,2 |

| 24,4 |

| 24,2 |

| 23,7 |

| 23,7 |

| 23,7 |

| 23,7 |

| 23,6 |

| 23,4 |

| 23,1 |

| 23,5 |

| 23,8 |

| 24,2 |

| 24,4 |

| 24,2 |

| 23,7 |

| 23,7 |

| 23,7 |

| 23,7 |

| 23,6 |

| 23,4 |

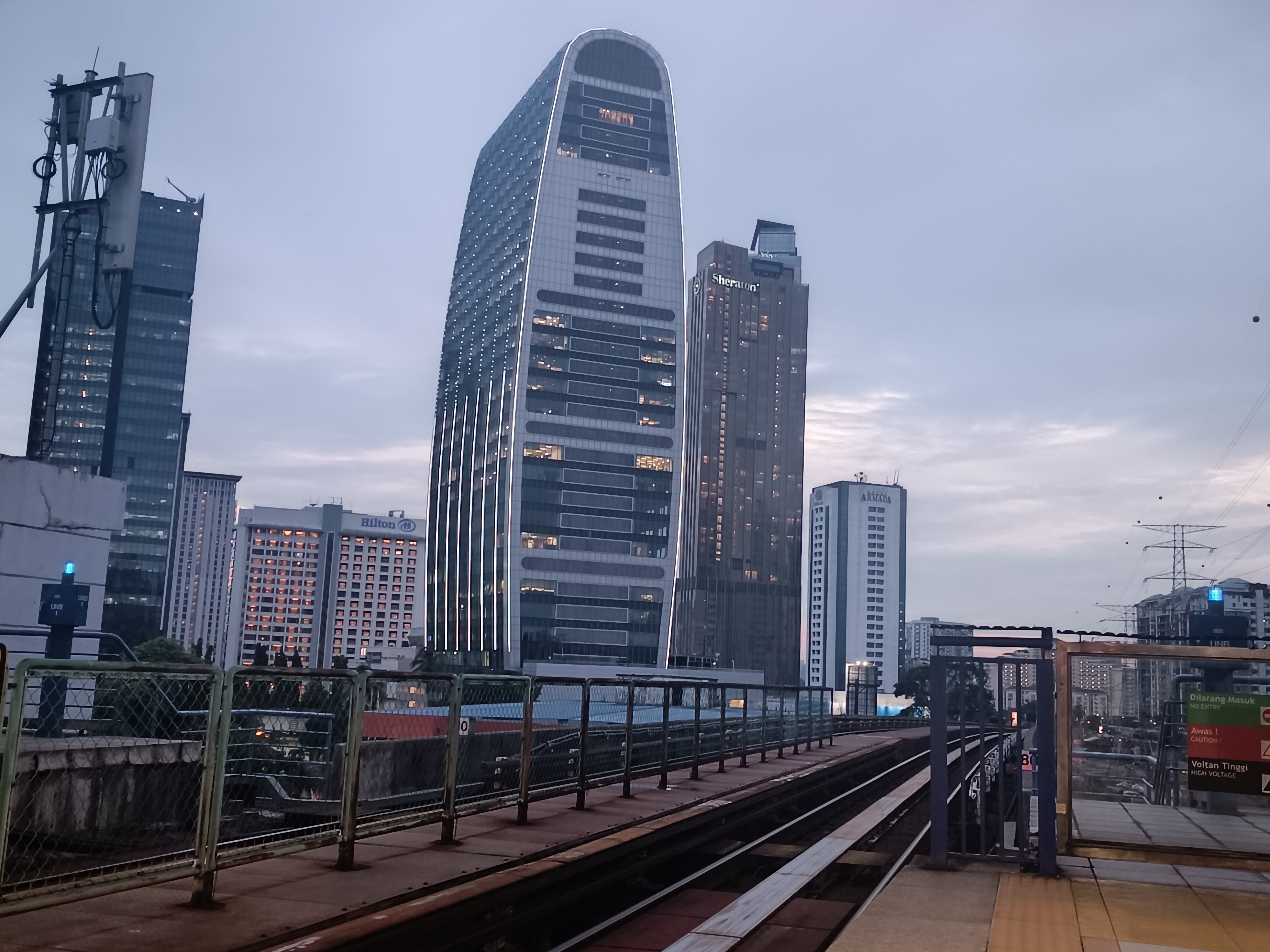
Neues Geschäftsviertel Section 52

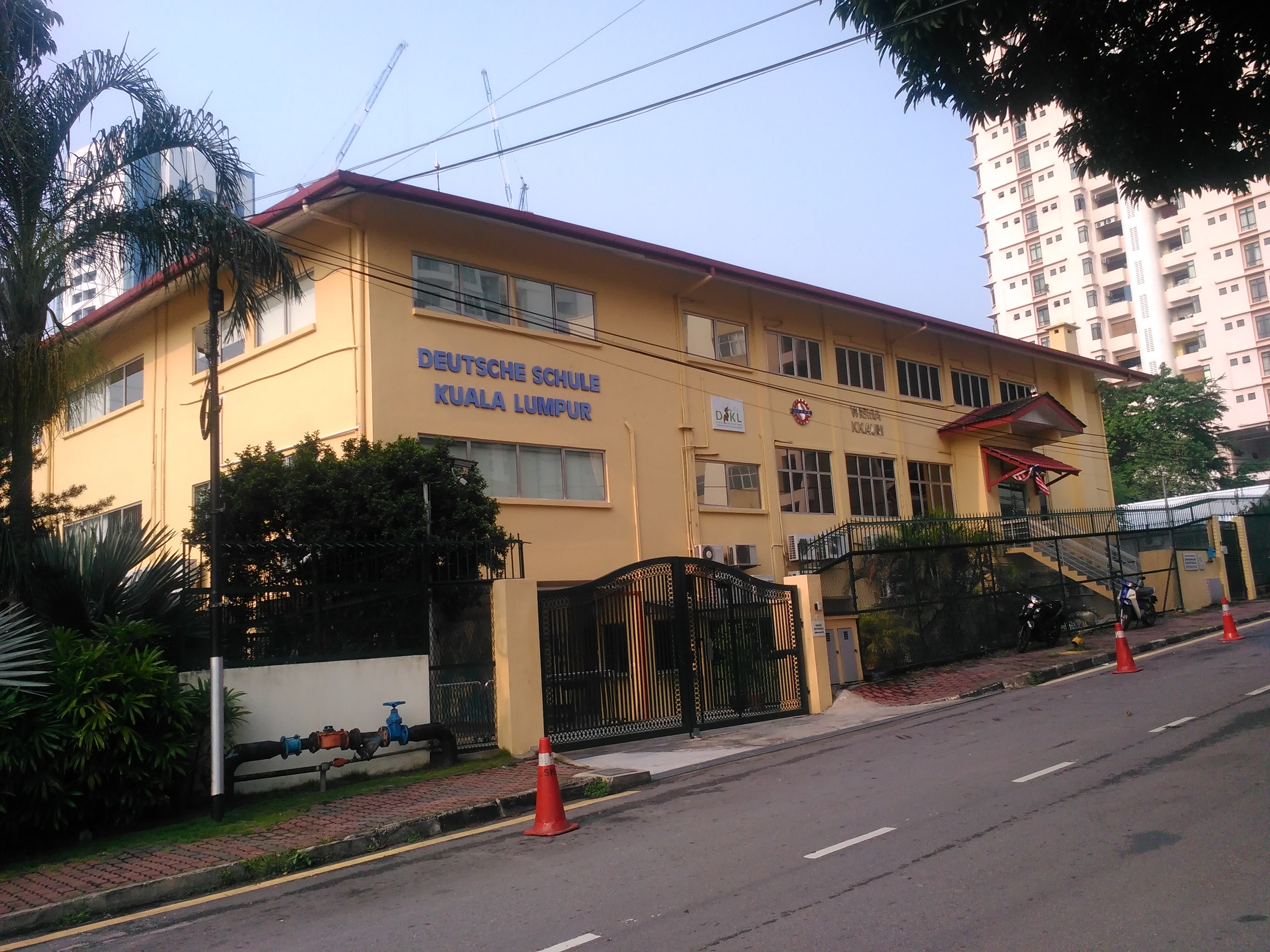
Deutsche Schule Kuala Lumpur

Petaling Jaya (mit malaiisch jaya, „siegreich, erfolgreich“) ist eine Stadt in Malaysia im Bundesstaat Selangor.

## Übersicht
Petaling Jaya ist die größte Stadt im Bundesstaat Selangor, der durch seine Urbanisierung längst über seine ursprünglichen Grenzen hinausgewachsen ist. Petaling Jaya hat zwischenzeitlich den Freiraum zwischen der Hauptstadt Selangors, Shah Alam, und Kuala Lumpur umfassend ausgefüllt. Größtenteils besteht Petaling Jaya aus Wohngebäuden, meist Ein- und Mehrfamilienhäusern, und einigen der größten Einkaufszentren mit vielen kleinen Geschäften, wie sie typisch für Malaysia sind, darunter 1 Utama. Es existieren auch großflächige Industriebereiche, mit zum Beispiel der Brauerei Guinness Anchor Berhad (GAB), Dutch Lady, Nestle und Unilever.
Ursprünglich war Petaling Jaya als Ausweichmöglichkeit zu Kuala Lumpur gedacht und beherbergte preiswerten und geförderten Wohnraum („low cost housing“).
Im Jahr 2006 hat das 97,2 Quadratkilometer umspannende Petaling Jaya den Stadt-Status erhalten, die Verwaltung ist Majlis Bandaraja Petaling Jaya (MBPJ). Petaling Jaya ist eine der wohlhabendsten Städte des Landes und hat ca. 500.000 Einwohner, deren Mehrheit (55 %) chinesischer Abstammung ist. In vielen Bezirken wie beispielsweise in SS2 ist der Anteil deutlich höher (über 80 %).
In Petaling Jaya ist die einzige deutschsprachige Schule Malaysias mit allen Bildungszweigen ansässig. Die Deutsche Schule Kuala Lumpur gehört zum Bildungsverein der deutschen Auslandsschulen. Mit der Universiti Malaya beherbergt Petaling Jaya auch die älteste und angesehenste staatliche Universität des Landes.

## Verkehrsanbindung
Das öffentliche Straßennetz und das Nahverkehrsnetz ist an das von Kuala Lumpur angeschlossen. Der Federal Highway (Lebuhraya Persekutuan) teilt Petaling Jaya. Neben einem relativ umfassenden Bussystem (RapidKL, Putra-Feeder Busse) ist Petaling Jaya auch an das sehr verlässliche Schnellbahnsystem (RapidKL, ehemals PutraLRT) angeschlossen. Das Taxi ist ein weit verbreitetes Verkehrsmittel, da sich nicht jeder ein eigenes Auto leisten kann und Taxi fahren sehr günstig ist.

## Bezirke
Petaling Jaya ist in Bezirke aufgeteilt. Es gibt zwei große Gruppen: Die Sektionen (seksyen), die um den ursprünglichen Kern von Petaling Jaya liegen sowie die „SS“-Bezirke (Sungai Way-Subang Bezirke).
Es gibt die folgenden Bezirke:
| - Section 1 („Old Town“) - Section 2 („Old Town“) - Section 3 („Old Town“) - Section 4 - Section 5 - Section 6 - Section 7 - Section 8 | - Section 9 - Section 10 - Section 11 - Section 12 - Section 13 - Section 14 - Section 16 - Section 17 | - Section 17A - Section 19 - Section 20 - Section 21 - Section 22 - Section 51 - Section 51A - Section 52 („New Town“) |

| - SS 1 - SS 2 - SS 3 - SS 4 - SS 5 - SS 6 | - SS 7 - SS 8 - SS 9 - SS 20 - SS 21 - SS 22 | - SS 23 - SS 24 - SS 25 - SS 26 |

## Klima
Petaling Jaya weist ein tropisches Regenwaldklima (Köppen-Klassifikation Af) auf und zählt zu den regenreichsten Städten Malaysias. Die Temperaturen sind ganzjährig hoch, mit durchschnittlichen Tageshöchstwerten um 30 °C. Die jährliche Niederschlagsmenge beträgt über 3.300 mm, wobei selbst in den trockensten Monaten meist mehr als 150 mm Regen fällt.
Eine ausgeprägte Trockenzeit existiert nicht. Als relativ trocken gelten lediglich die Monate Juni und Juli. Die feuchteste Zeit liegt zwischen Oktober und April, wobei November mit durchschnittlich 340 mm als niederschlagsreichster Monat gilt. Gewitter und starke Regenfälle sind häufig. Petaling Jaya zählt zu den Regionen mit der weltweit höchsten Blitzdichte.

### Klimatabelle
| Monat           | Jan | Feb | Mär | Apr | Mai | Jun | Jul | Aug | Sep | Okt | Nov | Dez | Jahr  |
| --------------- | --- | --- | --- | --- | --- | --- | --- | --- | --- | --- | --- | --- | ----- |
| Ø Max °C        | 32  | 33  | 33  | 33  | 33  | 32  | 32  | 32  | 32  | 32  | 31  | 31  | 32    |
| Ø Min °C        | 23  | 23  | 24  | 24  | 24  | 24  | 24  | 24  | 24  | 24  | 24  | 23  | 24    |
| Niederschlag mm | 234 | 184 | 218 | 244 | 260 | 158 | 180 | 190 | 210 | 260 | 340 | 300 | 3.278 |

### Vergleich mit Kuala Lumpur
| Stadt         | Ø Temp. (°C) | Jahresniederschlag (mm) | Gewitterhäufigkeit | Trockenzeit             |
| ------------- | ------------ | ----------------------- | ------------------ | ----------------------- |
| Petaling Jaya | 26,1         | 3.278                   | sehr hoch          | keine ausgeprägte       |
| Kuala Lumpur  | 26,4         | 2.470                   | hoch               | März–Mai am trockensten |

## Städtepartnerschaften
- Guangzhou, Volksrepublik China
- Bandung, Indonesien
- Miyoshi, Saitama, Japan

## Persönlichkeiten
- Ras Adiba Radzi (* 1968), Politikerin, Journalistin und Moderatorin